# Marlon Muraguti
Marlon Muraguti (ur. 27 lipca 1977 w Guaira) – brazylijski siatkarz, grający na pozycji rozgrywającego, reprezentant Brazylii. Od sezonu 2019/2020 występuje w drużynie SESC/Rio de Janeiro.

## Sukcesy klubowe
Klubowe Mistrzostwa Ameryki Południowej:
- 1997

Mistrzostwo Brazylii:
- 1998, 2000, 2003, 2005, 2006
- 1997, 1999, 2001, 2002

Mistrzostwo Włoch:
- 2008

## Sukcesy reprezentacyjne
Mistrzostwa Ameryki Południowej Kadetów:
- 1994

Mistrzostwa Ameryki Południowej Juniorów:
- 1997

Liga Światowa:
- 2009, 2010
- 2011

Mistrzostwa Ameryki Południowej:
- 2009, 2011

Puchar Wielkich Mistrzów:
- 2009

Memoriał Huberta Jerzego Wagnera:
- 2010

Mistrzostwa Świata:
- 2010

Puchar Świata:
- 2011

## Nagrody indywidualne
- 2010: Najlepszy rozgrywający Memoriału Huberta Jerzego Wagnera